# Molly Peters
Molly Peters (Walsham-le-Willows, Suffolk, 15 de março de 1942 – 30 de maio de 2017) foi uma atriz britânica.
Ela começou a carreira artística como modelo e foi descoberta para o cinema por Terence Young, diretor de três dos quatro primeiros filmes de James Bond.
Teve uma carreira muito curta, fazendo apenas três filmes nos anos 60, e seu trabalho mais conhecido é no papel da enfermeira Patricia Fearing, que cuida de Bond (interpretado por Sean Connery) no filme Thunderball (1965). Ela foi a primeira bond girl a ficar nua - em silhueta - na tela, em um filme da série.
De acordo com o DVD Thunderball, lançado nos anos 90, a curta carreira de Peters como atriz se deveu a sérios desacordos entre ela e seu agente, sem que os detalhes do fato sejam conhecidos.